# Královský rodinný řád Alžběty II.
Královský rodinný řád Alžběty II. či Královský rodinný řád královny Alžběty II. (anglicky Royal Family Order of Queen Elizabeth II) bylo britské vyznamenání udílené královnou Alžbětou II. příslušnicím britské královské rodiny.

## Historie a pravidla udílení
Řád byl založen královnou Alžbětou II. roku 1952 a byl udílen členkám britské královské rodiny. Nosí se během formálních příležitostí. Řád byl dalším v historii rodinných řádů počínaje Královským rodinným řádem Jiřího IV., který následoval Královský řád Viktorie a Alberta, Královský rodinný řád Eduarda VII., Královský rodinný řád Jiřího V. a Královský rodinný řád Jiřího VI. Eduard VIII. během své krátké vlády vlastní rodinný řád nezaložil.

## Insignie
Řádový odznak má podobu medailonu s barevným portrétem mladé královny Alžběty II. oblečené ve večerních šatech se stuhou a hvězdou Podvazkového řádu. Miniatura původně namalovaná na slonovině, od roku 2017 na skle, je lemována diamanty. Medailon je převýšen tudorovskou korunou. Na zadní straně je v medailonu královský monogram a koruna svatého Eduarda.

Stuha z hedvábného moaré je žlutá a uvázaná do mašle. Řád se nosí připnutý k oděvu na levém rameni.

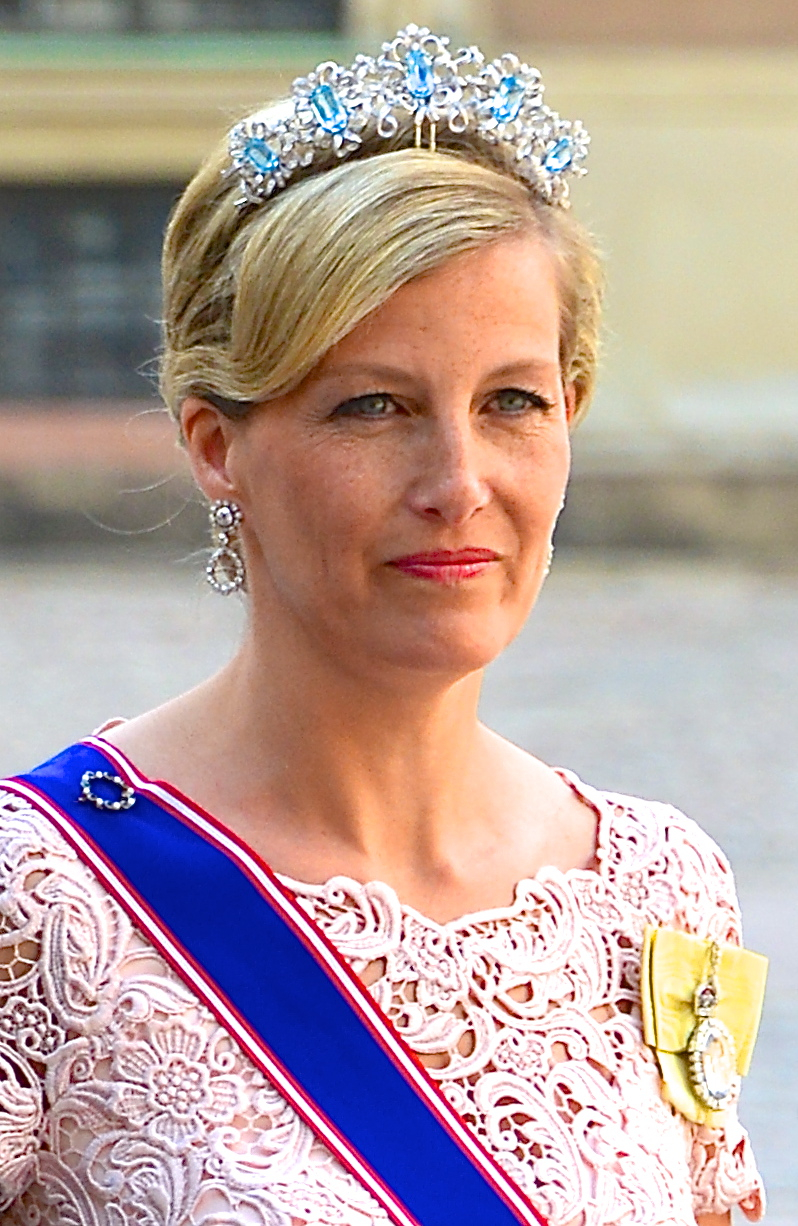
Sophie, hraběnka z Wessexu s Královským rodinným řádem Alžběty II. na levém rameni
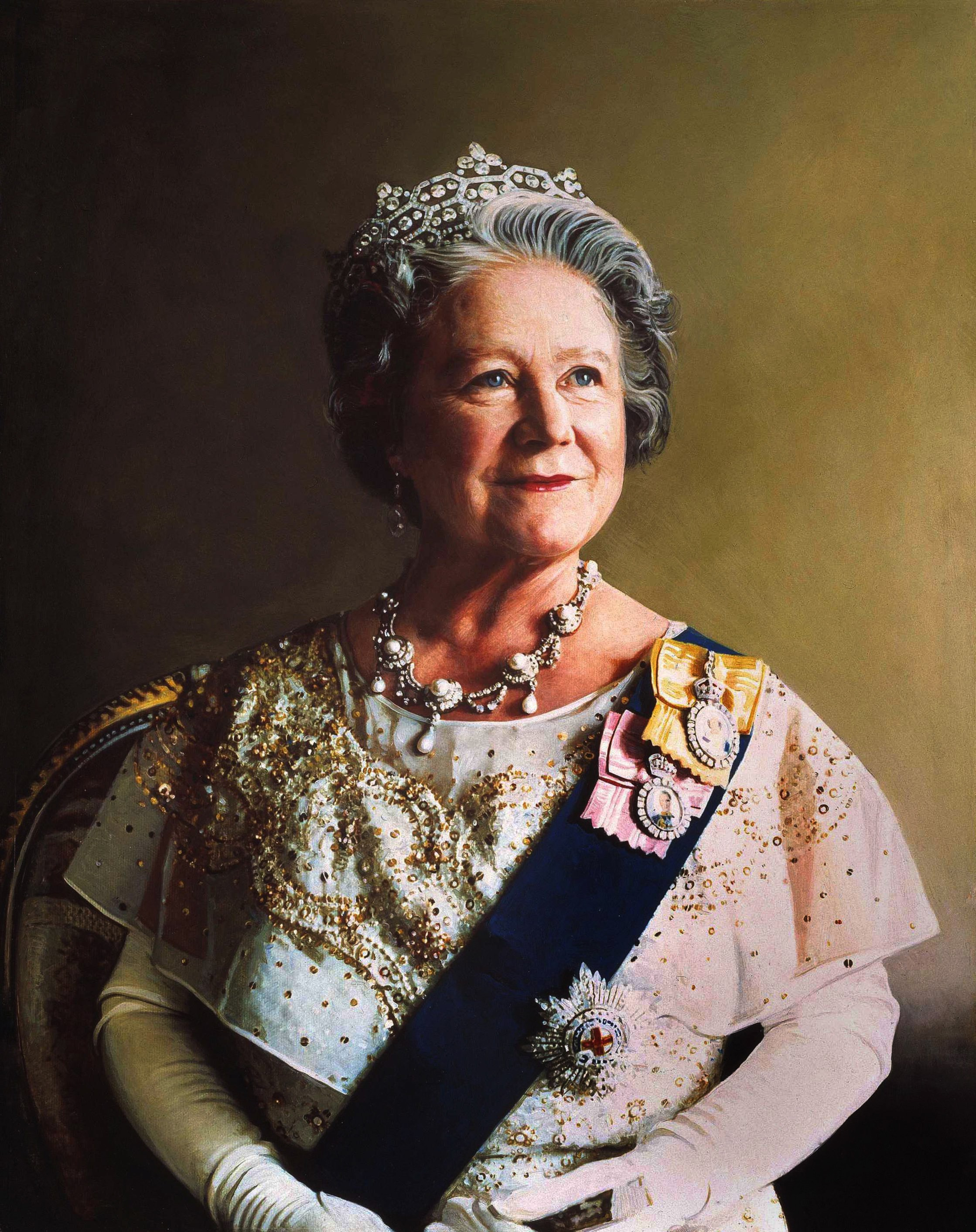
Elizabeth Bowes-Lyon s Královským rodinným řádem Alžběty II.